# Norges statsminister
Norges statsminister är Norges regeringschef. Statsministerämbetet infördes i Norge i dess nuvarande form den 21 juli 1873, alltså 32 år före upplösandet av svensk-norska unionen (1814-1905). Statsministern utnämns av Norges monark. 
År 1884 infördes parlamentarismen i Norge och sedan dess måste statsministern enligt konstitutionell sedvanerätt ha stöd av en majoritet av Stortingets ledamöter. Sedan 2021 är Jonas Gahr Støre Norges statsminister.

## Utnämning
Statsministern utnämns av monarken, och sedan parlamentarismen infördes 1884 måste hon ha stöd av en majoritet av Stortingets ledamöter. Enligt praxis ger den avgående statsministern monarken råd om vem som ska utses till ny statsminister efter sin avgång. Statsministern är vanligtvis ledamot av Stortinget, men överlåter sin plats i Stortinget till sin ersättare så länge som han eller hon sitter i regeringen.
Regeringens övriga ledamöter, statsråden, utnämns av monarken efter statsministerns befallning. De kvarstår så länge de har statsministern och Stortingets förtroende.

## Befogenheter
Den norska statsministerns roll är inte formellt fastställd i Norges grundlag, utan bygger på konstitutionell sedvanerätt där statsministern, regeringen och ministrarna styr i monarkens namn. Statsministern är medlem av Statsrådet, chef för Norges regering och är i princip monarkens närmsta rådgivare. Den makt som statsministern har över regeringen är avhängigt flera olika faktorer:
- Möjligheten att styra regeringens dagordning, och därmed bestämma vad som ska behandlas.
- Möjligheten att utnämna och entlediga regeringsmedlemmar.
- Inflytandet som kommer av stödet från Stortingets majoritet.
- Positionen centralt i den offentliga maktapparaten.

I europeiska studier visar det sig att den norska statsministern har mindre makt och inflytande än andra europeiska kollegor.

## Historik
Före införandet av titeln statsminister 1873, vad det enligt Norges grundlag av den 4 november 1814 riksståthållaren som var ordförande i den norska statsrådsavdelningen i Kristiania. När ämbetet Norges vicekung var tillsatt, var det i stället denne som övertog ordföranderollen i statsrådet, men bägge trädde tillbaka då kungen själv höll konselj på plats i Kristiania. När det inte fanns någon vicekung eller riksståthållare inträdde istället ett förstestatsråd som tillförordnad ordförande.
Fram till 1873 var Norges statsminister placerad i Stockholm, men denne var endast ledare för Stockholmsavdelningen av det norska statsrådet och inte någon regeringschef. Under den svensk-norska unionen var den svenske utrikesstatsministern ansvarigt statsråd för både Sveriges och Norges utrikes relationer.

## Lista över Norges statsministrar
Detta är en lista över Norges statsministrar från 1873 och framåt.
| Liberala partiet (Venstre) | Høyre | Samlingspartiet | Frisinnede Venstre | Arbeiderpartiet | Senterpartiet | Kristelig Folkeparti |

| Nr |  | Statsminister                        | Tillträdde        | Avgick            | Parti | Parti                | Regering                   |
| -- |  | ------------------------------------ | ----------------- | ----------------- | ----- | -------------------- | -------------------------- |
| 1  |  | Frederik Stang (1808–1884)           | 1873              | 1880              |       | Høyre                | F. Stang                   |
| 2  |  | Christian A. Selmer (1816–1889)      | 1880              | 1884              |       | Høyre                | Selmer                     |
| 3  |  | Christian H. Schweigaard (1838–1899) | 1884              | 1884              |       | Høyre                | Schweigaard                |
| 4  |  | Johan Sverdrup (1816–1892)           | 1884              | 1889              |       | Venstre              | Sverdrup                   |
| 5  |  | Emil Stang (1834–1912)               | 1889              | 1891              |       | Høyre                | Stang I                    |
| 6  |  | Johannes Steen (1827–1906)           | 1891              | 1893              |       | Venstre              | Steen I                    |
| 7  |  | Emil Stang (1834–1912)               | 1893              | 1895              |       | Høyre                | Stang II                   |
| 8  |  | Francis Hagerup (1851–1921)          | 1895              | 1898              |       | Høyre                | Hagerup I                  |
| 9  |  | Johannes Steen (1827–1906)           | 1898              | 1902              |       | Venstre              | Steen II                   |
| 10 |  | Otto Blehr (1847–1927)               | 1902              | 1903              |       | Venstre              | Blehr I                    |
| 11 |  | Francis Hagerup (1851–1921)          | 1903              | 1905              |       | Høyre                | Hagerup II                 |
| 12 |  | Christian Michelsen (1857–1925)      | 11 mars 1905      | 23 oktober 1907   |       | Samlingspartiet      | Michelsen                  |
| 13 |  | Jørgen Løvland (1848–1922)           | 23 oktober 1907   | 19 mars 1908      |       | Venstre              | Løvland                    |
| 14 |  | Gunnar Knudsen (1848–1928)           | 19 mars 1908      | 2 februari 1910   |       | Venstre              | Knudsen I                  |
| 15 |  | Wollert Konow (1845–1924)            | 2 februari 1910   | 20 februari 1912  |       | Frisinnede Venstre   | Konow                      |
| 16 |  | Jens Bratlie (1856–1939)             | 20 februari 1912  | 31 januari 1913   |       | Høyre                | Bratlie                    |
| 17 |  | Gunnar Knudsen (1848–1928)           | 31 januari 1913   | 21 juni 1920      |       | Venstre              | Knudsen II                 |
| 18 |  | Otto Bahr Halvorsen (1872–1923)      | 21 juni 1920      | 22 juni 1921      |       | Høyre                | Bahr Halvorsen I           |
| 19 |  | Otto Blehr (1847–1927)               | 22 juni 1921      | 23 mars 1923      |       | Venstre              | Blehr II                   |
| 20 |  | Otto Bahr Halvorsen (1872–1923)      | 23 mars 1923      | 30 maj 1923       |       | Høyre                | Bahr Halvorsen II          |
| 21 |  | Abraham Berge (1851–1936)            | 30 maj 1923       | 25 juli 1924      |       | Frisinnede Venstre   | Berge                      |
| 22 |  | Johan Ludwig Mowinckel (1870–1943)   | 25 juli 1924      | 5 mars 1926       |       | Venstre              | Mowinckel I                |
| 23 |  | Ivar Lykke (1872–1949)               | 5 mars 1926       | 28 januari 1928   |       | Høyre                | Lykke                      |
| 24 |  | Christopher Hornsrud (1859–1960)     | 28 januari 1928   | 15 februari 1928  |       | Arbeiderpartiet      | Hornsrud                   |
| 25 |  | Johan Ludwig Mowinckel (1870–1943)   | 15 februari 1928  | 12 maj 1931       |       | Venstre              | Mowinckel II               |
| 26 |  | Peder Kolstad (1878–1932)            | 21 maj 1931       | 5 mars 1932       |       | Bondepartiet         | Kolstad                    |
| 27 |  | Jens Hundseid (1883–1965)            | 14 mars 1932      | 3 mars 1933       |       | Bondepartiet         | Hundseid                   |
| 28 |  | Johan Ludwig Mowinckel (1870–1943)   | 3 mars 1933       | 20 mars 1935      |       | Venstre              | Mowinckel III              |
| 29 |  | Johan Nygaardsvold (1879–1952)       | 20 mars 1935      | 25 juni 19451     |       | Arbeiderpartiet      | Nygaardsvold               |
| 30 |  | Einar Gerhardsen (1897–1987)         | 25 juni 1945      | 9 november 1951   |       | Arbeiderpartiet      | Gerhardsen I Gerhardsen II |
| 31 |  | Oscar Fredrik Torp (1893–1958)       | 9 november 1951   | 22 januari 1955   |       | Arbeiderpartiet      | Torp                       |
| 32 |  | Einar Gerhardsen (1897–1987)         | 22 januari 1955   | 28 augusti 1963   |       | Arbeiderpartiet      | Gerhardsen III             |
| 33 |  | John Lyng (1905–1978)                | 28 augusti 1963   | 25 september 1963 |       | Høyre                | Lyng                       |
| 34 |  | Einar Gerhardsen (1897–1987)         | 25 september 1963 | 12 oktober 1965   |       | Arbeiderpartiet      | Gerhardsen IV              |
| 35 |  | Per Borten (1913–2005)               | 12 oktober 1965   | 17 mars 1971      |       | Senterpartiet        | Borten                     |
| 36 |  | Trygve Bratteli (1910–1984)          | 17 mars 1971      | 17 oktober 1972   |       | Arbeiderpartiet      | Bratteli I                 |
| 37 |  | Lars Korvald (1916–2006)             | 17 oktober 1972   | 12 oktober 1973   |       | Kristelig Folkeparti | Korvald                    |
| 38 |  | Trygve Bratteli (1910–1984)          | 12 oktober 1973   | 15 januari 1976   |       | Arbeiderpartiet      | Bratteli II                |
| 39 |  | Odvar Nordli (1927–2018)             | 15 januari 1976   | 4 februari 1981   |       | Arbeiderpartiet      | Nordli                     |
| 40 |  | Gro Harlem Brundtland (född 1939)    | 4 februari 1981   | 14 oktober 1981   |       | Arbeiderpartiet      | Brundtland I               |
| 41 |  | Kåre Willoch (1928–2021)             | 14 oktober 1981   | 9 maj 1986        |       | Høyre                | Willoch I Willoch II       |
| 42 |  | Gro Harlem Brundtland (född 1939)    | 9 maj 1986        | 16 oktober 1989   |       | Arbeiderpartiet      | Brundtland II              |
| 43 |  | Jan P. Syse (1930–1997)              | 16 oktober 1989   | 3 november 1990   |       | Høyre                | Syse                       |
| 44 |  | Gro Harlem Brundtland (född 1939)    | 3 november 1990   | 25 oktober 1996   |       | Arbeiderpartiet      | Brundtland III             |
| 45 |  | Thorbjørn Jagland (född 1950)        | 25 oktober 1996   | 17 oktober 1997   |       | Arbeiderpartiet      | Jagland                    |
| 46 |  | Kjell Magne Bondevik (född 1947)     | 17 oktober 1997   | 17 mars 2000      |       | Kristelig Folkeparti | Bondevik I                 |
| 47 |  | Jens Stoltenberg (född 1959)         | 17 mars 2000      | 19 oktober 2001   |       | Arbeiderpartiet      | Stoltenberg I              |
| 48 |  | Kjell Magne Bondevik (född 1947)     | 19 oktober 2001   | 17 oktober 2005   |       | Kristelig Folkeparti | Bondevik II                |
| 49 |  | Jens Stoltenberg (född 1959)         | 17 oktober 2005   | 16 oktober 2013   |       | Arbeiderpartiet      | Stoltenberg II             |
| 50 |  | Erna Solberg (född 1961)             | 16 oktober 2013   | 14 oktober 2021   |       | Høyre                | Solberg                    |
| 51 |  | Jonas Gahr Støre (född 1960)         | 14 oktober 2021   | Nuvarande         |       | Arbeiderpartiet      | Støre                      |

1Exilregering i Storbritannien 1940–1945.